# Freier Segler-Verband

Flagge des Freien Segler-Verbandes ab 1926

Der Freie Segler-Verband (FSV) war seit seiner Gründung 1901 im Deutschen Kaiserreich für die Arbeiter-Seglervereine in Berlin und seit 1924 in ganz Deutschland der Verband für Arbeitersportvereine für das Segeln zuständig. 1933 erfolgte im Rahmen der Machtergreifung durch die Nationalsozialistische Deutsche Arbeiterpartei die Gleichschaltung der deutschen Segelverbände mit der Zwangsauflösung des Freien Segler-Verbands. Neben dem Deutschen Segler-Verband und dem Deutschen Segler-Bund war er einer der drei großen Seglerverbände nach dem Ersten Weltkrieg in Deutschland.

## Geschichte

### Vorgeschichte:Berliner Wettsegel-Verband1889–1892
Segelvereinen, die Personen aus einfachen Verhältnissen aufnahmen, und Arbeiter-Segelvereinen, war im Deutschen Kaiserreich die Mitgliedschaft und Teilnahme an Wettbewerben in einem „bürgerlichen“ Segelverband wie dem 1888 gegründeten Deutschen Segler-Verband verwehrt. Damit ergaben sich Probleme beim Erstellen von Regeln und der notwendigen Vermessung beim Regattasegeln.
Bereits 1889 gründete der proletarisch-kleinbürgerliche Verein Berliner Segler (VBS) zusammen mit dem bürgerlichen Berliner Yacht-Club (BYC) und dem ebenfalls bürgerlichen Zeuthener Segel-Verein (ZSV) den Berliner Wettsegel-Verband (BWV). Der BYC war hierzu aus dem erst 1888 gegründeten Deutschen Segler-Verband (DSV) ausgetreten. 1892 löste sich der Berliner Wettsegel-Verband wieder auf; der BYC fand zurück zum DSV.

### Neugründung desBerliner Wettsegel-Verbandes1901
1901 erfolgte die Neugründung des Berliner Wettsegel-Verbandes durch die Freie Vereinigung der Tourensegler Grünau (heute TSG 1898 und SC Brise) und den Segelclub Fraternitas. Ziel war es, einen regionalen Verband für die Organisationen von Segelregatten unter den Arbeitervereinen zu haben.

### Erweiterung und Umbenennung inFreier Segler-Verband1924
1924 wurde diese Aufgabe auf überregionale Vereine ausgedehnt und es erfolgte zu Beginn des Jahres eine Umbenennung in Freier Wettsegel-Verband, um wiederum am Ende des Jahres in Freier Segler-Verband umbenannt zu werden. Ab 1925 wurden Vereine aus ganz Deutschland aufgenommen und man wurde Mitglied der Zentralkommission für Sport und Körperpflege, eine Mitgliedschaft im Arbeiter-Turn- und Sportbund (ATSB) wurde aber abgelehnt.
Als Mitteilungsblatt gab der Freie Segler-Verband ab 1925 den Freien Segler heraus.
1931 gehörten zum FSV 42 Vereine als Mitglied mit 2663 Mitgliedern und 1465 Booten.

### Auflösung 1933
Mit der Machtergreifung durch die NSDAP wurde im Jahre 1933 der Freie Segler-Verband zwangsweise aufgelöst. Die Mitgliedsvereine, teilweise unter Änderung des Namens, mussten Mitglied im Deutschen Segler-Verband oder Deutschen Segler-Bund werden. Damit gab es Anfang der 1930er-Jahre in Deutschland drei große Segelverbände. Neben dem Freien Segler-Verband und dem Deutschen Segler-Verband war es der ebenfalls 1934 durch die Nationalsozialisten aufgelöste Deutsche Segler-Bund. Der Deutsche Segler-Verband ist seitdem der einzige Dachverband für Segler in Deutschland.

## Flagge

Flagge des Freien Segler-Verbandes bis 1926

Der FSV führte zunächst einen roten Ball auf weißem Grund als Verbandsflagge. Nachdem erste Yachten im FSV sich anschickten, die deutschen Hoheitsgewässer in Nord- und Ostsee zu verlassen, beschloss der 2. Seglertag 1926 die Verbandsflagge zur besseren Unterscheidbarkeit von der japanischen Handelsflagge dahingehend zu ändern, dass die Verbandsflagge nun einen roten Ball in einer weißen Raute vor rotem Hintergrund zeigte.

## Mitgliedsvereine
Dem FSV gehörten als Mitgliedsvereine an:
Kreis Berlin – Gruppe Ost
- Segel-Club Aeoulus
- Freie Segler Krüpelsee
- Freie Segler Müggelsee (heute Seglergemeinschaft am Müggelsee)[Anm. 1]
- Freie Vereinigung der Tourensegler Grünau 1898[Anm. 2]
- Reichsbanner Schwarz-Rot-Gold, Wassersport-Abteilung, Seglergruppe Köpenick
- Segel-Club 1898 (heute Segel-Club Brise 1898)[Anm. 3]
- Segel-Club 1919 Stralau
- Segel-Club Fraternitas
- Segel-Club „Hansa“ Berlin-Oberschöneweide
- Segel-Club Wendenschloß (heute Segelgemeinschaft Wendenschloß)[Anm. 4]
- Segel-Club „Wiking“ (heute Abteilung des Polizei SV Berlin)
- Seglerverein Rahnsdorf
- Segler-Vereinigung Niederschöneweide
- Tourensegler Zeuthen[Anm. 5]
- Verein Berliner Jollensegler
- Wasser-Sport-Club Grünau
- Wassersport-Vereinigung 1929
- Wassersport-Verein 1921
- Wassersport-Verein Crossinsee[Anm. 6]
- Wassersport-Verein Welle 1928[Anm. 7]
- Wassersport-Verein „Ziegenhals“ Niederlehme[Anm. 8]

Kreis Berlin – Gruppe West
- Heiligenseer Segel-Club
- Freie Segler Joersfelde (heute Fahrtensegler Joersfelde)
- Wasser-Sport-Club Saatwinkel
- Freie Segler Saatwinkel[Anm. 9]
- Freie Segler Tegelort
- Freie Segler Wannsee (heute Verein Fahrtensegler Wannsee)
- Freie Turn- und Sportvereinigung von 1894 Nowawes, Wassersport-Abteilung[Anm. 10]
- Reichsbanner Schwarz-Rot-Gold, Wassersport-Abteilung, Seglergruppe Tegel
- Segel-Club Weinmeisterhorn
- Segel-Club „Wiking“ Tegel
- Segler-Verein Stößensee
- Touren-Segler-Vereinigung Tegel
- Verein Spandauer Jollensegler
- Wander-Segler Pichelswerder (heute Segel-Club Pichelswerder)
- Segel-Club Freia
- Wassersport-Verein „Nordstern“ Spandau (heute Segel-Club Nordstern Spandau)
- Wassersport-Verein „Waldkater“ Tegel, Segelgruppe

Gruppe Niederelbe
- Bille-Wassersport-Verein Hamburg 1921[Anm. 11]
- Freier Wassersport-Verein „Elbe“ von 1931
- Freie Segler Süderelbe
- Freie Segler Reiherstieg (heute Seglervereinigung Reiherstieg von 1926)[Anm. 12]
- Wassersportverein „Nautilus“ Hamburg

Kreis Osten
- Freier Segel-Club Aeolus Danzig
- Freier Segler Verein „Luv“ Elbing[Anm. 13]
- Freier Segler Verein „Undine“ Königsberg
- Wassersport-Club „Frei“ Stettin[Anm. 14]

Weitere Mitgliedsvereine
- Dresdner Segel-Verein 1931
- Wassersport-Verein Mark Brandenburg–Erkner
- Freie Segler Brandenburg Havel[Anm. 15]
- Freie Segler Kiel 1930 (heute Segler-Vereinigung Kiel)[Anm. 16]
- Segel-Club Neue Schleuse Rathenow
- Freie Segler Rathenow[Anm. 17]
- Wassersport-Verein Rathenow, Segel- und Motorbootabteilung
- Segel-Club „Havel“ Rathenow
- Freier Segel-Club Hemelingen
- Freier Wassersport Bremen, Segelabteilungen Lesum, Findorff-Woltmarshausen, Weser, Aumund, Ochtum-Delmenhorst und Grohn-Vegesack
- Segel-Club Nord-West Brandenburg (heute Segler-Club Nord-West 1908)
- Segler-Club Hansa von 1898
- Segler-Verein Wakenitz
- Wassersport-Verein Verden
- Wassersport-Club „Sturmvogel“ Magdeburg-Süd-Ost

Darüber hinaus gehörten natürliche Personen dem FSV als Einzelmitglieder an (1930 gab es 78 Einzelmitglieder).